# James Amps
Pour les articles homonymes, voir Amps.
James Amps (21 avril 1908-29 mars 1945) fut, pendant la Seconde Guerre mondiale, un agent secret franco-britannique du Special Operations Executive.

## Éléments biographiques
James Amps naît le 21 avril 1908 à Rueil-Malmaison. Avant la guerre, il est palefrenier aux haras de Chantilly.
Dans la nuit du 1er au 2 octobre 1942, il est parachuté près de La Ferté-sous-Jouarre, en même temps que Francis Suttill, le chef du réseau Prosper-physician, dont il doit être l’assistant sous le nom de guerre « Thomas ». Il est arrêté mi 1943, au moment de l’effondrement du réseau. Il est exécuté en captivité au camp de Flossenbürg, le 29 mars 1945.

## Identités

### État civil
James Frederick Amps

### Parcours comme agent du SOE
Il appartenait à la section F. Son nom de guerre (field name) était « Thomas ». Son nom de code opérationnel était « chemist » (en français : pharmacien). Sa fausse identité était «Jean Maréchal ».

### Parcours militaire

#### SOE
Il appartenait donc à la section F, matricule 241288. Il avait le grade de lieutenant.

## Famille
Les noms et prénoms de ses proches parents : son père : Joseph William Amps ; sa mère : Rose Amps, née Vynck ; son épouse : Odette Amps.

## Reconnaissance

### Distinction
Aucune distinction n’est mentionnée dans la brochure Le Mémorial de la section F.

### Monuments

#### Mémorial français
En tant que l'un des 104 agents du SOE section F morts pour la France, James Amps est honoré au mémorial de Valençay (Indre).

#### Mémorial britannique
Son nom figure au Brookwood Memorial, Surrey, panneau 21, colonne 3.

#### Mémorial allemand
Au musée du camp de concentration de Flossenbürg, une plaque, inaugurée le 22 juillet 2007, rend hommage à James Amps parmi quinze agents du SOE exécutés.